# Ettore Caporali
Ettore Caporali (* 17. August 1855 in Perugia; † 2. Juli 1886 in Neapel) war ein italienischer Mathematiker, der sich mit algebraischer Geometrie von Kurven und Flächen und Geometrie befasste.
Caporali studierte an der Universität Rom bei Giuseppe Battaglini und Luigi Cremona, bei dem er 1875 seinen Laurea-Abschluss in Mathematik erwarb. Danach war er einige Jahre Lehrer, bevor er 1878 mit nur 23 Jahren Professor für Geometrie an der Universität Neapel wurde. 1884 erhielt er eine volle Professur. Er beging zwei Jahre später Suizid, weil er ein Nachlassen seiner schöpferischen Fähigkeiten als Mathematiker befürchtete.
1878 erhielt er den Mathematik-Preis der Accademia dei XL. Er war Mitglied der Accademia dei Lincei und der Akademie der Wissenschaften in Neapel.
Pasquale del Pezzo war sein Schüler. Einige seiner Schriften wurden postum veröffentlicht (Scritti geometrici, Neapel: Pellerano 1888).